# Deteriorace
Deteriorace (z lat. deterior, horší, slabší) je obecně zhoršení stavu.

## Lékařství
V lékařství se termín deteriorace používá jak pro zhoršení fyzického, tak i duševního zdraví. Termín deteriorace se užíval a i nadále užívá ve smyslu poklesu intelektové výkonnosti. Kvůli své nejednoznačnosti ale existuje snaha jej nahradit termínem úbytek, či narušení.
V psychiatrii se pro úbytek intelektu ve věku vyšším než dva roky používá termín demence. Index deteriorace vyjádřený v procentech udává zhoršení rozumových schopností v porovnání se stavem před počátkem demence.

## Zemědělství
V zemědělství se termín deteriorace používá pro stárnutí osiv podmíněné časem (nikoliv poškozením osiva), které souvisí s životností (vitalitou) osiva. Deteriorované osivo má sníženou vitalitu.